# Gyeongbu-Schnellfahrstrecke
| |                                                       |                                 |                                 |
| Verlauf der Gyeongbu-Schnellfahrstrecke |                                                       |                                 |                                 |
| Streckenlänge: | 346,4 km (ohne Querverbindungen), seit 2024: 387,3 km |                                 |                                 |
| Spurweite: | 1435 mm (Normalspur)                                  |                                 |                                 |
| Stromsystem: | 25 kV/60 Hz ~                                         |                                 |                                 |
| Minimaler Radius: | 7.000 m                                               |                                 |                                 |
| Streckengeschwindigkeit: | Betrieb: 305 km/h Auslegung: 350 km/h                 |                                 |                                 |
| Zugbeeinflussung: | TVM                                                   |                                 |                                 |
| |                                                       |                                 |                                 |
| \| \| \| von Gyeongui Line \| \| \| \| -15,4 \| Goyang Depot \| Goyang Depot \| \| \| \| \| \| \| \| -14,9 \| Haengsin \| Haengsin \| \| \| \| \| \| \| \| \| \| \| \| \| (0,0) \| Seoul \| Seoul \| \| \| (3,2) \| Yongsan \| Yongsan \| \| \| (5,8) \| Noryangjin \| Noryangjin \| \| \| \| Yeongdeungpo \| \| \| \| \| \| \| \| \| \| Geumcheon-gu Office \| \| \| \| (0,0/17,7) \| \| \| \| \| \| \| \| \| \| (1,5)/13,2 \| \| \| \| \| \| Gwangmyeong Nachtdepot \| \| \| \| \| zur Gyeongbu Line \| \| \| \| \| \| \| \| \| \| \| \| \| \| \| Gwangmyeong U-Bahn Seoul L1 \| \| \| \| \| Iljik Tunnel (10.290 m) \| \| \| \| \| zum Super Rapid Train (SRT) \| \| \| \| 89,6 \| Cheonan-Asan, zur Janghang Line \| Cheonan-Asan, zur Janghang Line \| \| \| \| Pungse Viaduct (6.844 m) \| \| \| \| \| Osong Depot \| \| \| \| \| \| \| \| \| 118,2 \| Osong, zur Chungbuk Line \| Osong, zur Chungbuk Line \| \| \| \| zur Honam-Schnellfahrstrecke \| \| \| \| 145,5/5,8 \| Ende der SFS, zur Gyeongbu Line \| Ende der SFS, zur Gyeongbu Line \| \| \| 148,7/2,6/(161,6) \| Daejeonjochajang-Kreuzung \| Daejeonjochajang-Kreuzung \| \| \| \| zur Honam Line \| \| \| \| 150,7/(0,6/163,6) \| nördliche Daejeon-Kreuzung \| nördliche Daejeon-Kreuzung \| \| \| 153,4/(166,3) \| Daejeon \| Daejeon \| \| \| 158,0 \| Anfang der SFS \| Anfang der SFS \| \| \| (0,0/182,9) \| südliche Daejon-Kreuzung \| südliche Daejon-Kreuzung \| \| \| \| zur Gyeongbu Line \| \| \| \| 208,8 \| Hwashin 5 Tunnel (6.247 m) \| Hwashin 5 Tunnel (6.247 m) \| \| \| 218,8 \| Hwanghak Tunnel (9.971 m) \| Hwanghak Tunnel (9.971 m) \| \| \| 233,1 \| Gimcheon (Gumi) \| Gimcheon (Gumi) \| \| \| \| zur Gyeongbu Line \| \| \| \| (3,5)/265,7 \| \| \| \| \| (308,2/0,0) \| nördliche Daegu-Kreuzung \| nördliche Daegu-Kreuzung \| \| \| \| Ende der SFS \| \| \| \| 286,8/(326,3) \| Dongdaegu \| Dongdaegu \| \| \| 289,4/(328,9) \| \| \| \| \| 294,3 \| Anfang der SFS \| Anfang der SFS \| \| \| \| zur Daegu Line \| \| \| \| \| zur Gyeongbu Line \| \| \| \| \| zur Donghae Line \| \| \| \| 335,8 \| Gyeongju \| Gyeongju \| \| \| \| zur Donghae Line \| \| \| \| 365,8 \| Ulsan \| Ulsan \| \| \| \| Wonhyo Tunnel (13.270 m) \| \| \| \| \| Geumjeong Tunnel (20.323 m) \| \| \| \| \| \| \| \| \| 416,2 \| Ende der SFS \| Ende der SFS \| \| \| (441,7)/417,5/(0,0) \| Busan \| Busan \| |                                                       |                                 |                                 |
| |                                                       | von Gyeongui Line               |                                 |
| Betriebsstelle Streckenanfang · Strecke | -15,4                                                 | Goyang Depot                    | Goyang Depot                    |
| Verschwenkung nach links · Verschwenkung nach rechts |                                                       |                                 |                                 |
| Bahnhof | -14,9                                                 | Haengsin                        | Haengsin                        |
| Verschwenkung von links (Strecke außer Betrieb) · Verschwenkung von rechts |                                                       |                                 |                                 |
| Tunnelanfang (Strecke außer Betrieb) · Abzweig geradeaus und von links |                                                       |                                 |                                 |
| Bahnhof (Strecke außer Betrieb) (im Tunnel) · Bahnhof | (0,0)                                                 | Seoul                           | Seoul                           |
| Bahnhof (Strecke außer Betrieb) (im Tunnel) · Bahnhof | (3,2)                                                 | Yongsan                         | Yongsan                         |
| Strecke von links · Turmbahnhof geradeaus oben (Strecke geradeaus außer Betrieb) · Strecke nach rechts | (5,8)                                                 | Noryangjin                      | Noryangjin                      |
| Bahnhof · Strecke (außer Betrieb) (im Tunnel) |                                                       | Yeongdeungpo                    | Yeongdeungpo                    |
| Abzweig geradeaus und nach rechts · Strecke (außer Betrieb) (im Tunnel) |                                                       |                                 |                                 |
| Strecke · Bahnhof (Strecke außer Betrieb) (im Tunnel) |                                                       | Geumcheon-gu Office             | Geumcheon-gu Office             |
| Abzweig geradeaus und nach links · Kreuzung (Strecke geradeaus außer Betrieb) (im Tunnel) · Strecke von rechts | (0,0/17,7)                                            |                                 |                                 |
| Tunnelanfang · Strecke nach halbrechts (im Tunnel) · Strecke |                                                       |                                 |                                 |
| Abzweig geradeaus und von halblinks (im Tunnel) · Strecke | (1,5)/13,2                                            |                                 |                                 |
| Strecke (im Tunnel) · Betriebsstelle Streckenanfang · Strecke |                                                       | Gwangmyeong Nachtdepot          | Gwangmyeong Nachtdepot          |
| Strecke (im Tunnel) · Strecke nach halbrechts und Tunnelanfang |                                                       | zur Gyeongbu Line               | zur Gyeongbu Line               |
| Abzweig geradeaus und von halblinks (im Tunnel) |                                                       |                                 |                                 |
| Strecke nach links (im Tunnel) · Strecke von rechts (im Tunnel) |                                                       |                                 |                                 |
| Bahnhof (im Tunnel) |                                                       | Gwangmyeong U-Bahn Seoul L1     | Gwangmyeong U-Bahn Seoul L1     |
| Tunnelende |                                                       | Iljik Tunnel (10.290 m)         | Iljik Tunnel (10.290 m)         |
| Abzweig geradeaus und ehemals von links |                                                       | zum Super Rapid Train (SRT)     | zum Super Rapid Train (SRT)     |
| Strecke quer · Turmbahnhof geradeaus oben · Strecke quer | 89,6                                                  | Cheonan-Asan, zur Janghang Line | Cheonan-Asan, zur Janghang Line |
| Brücke |                                                       | Pungse Viaduct (6.844 m)        | Pungse Viaduct (6.844 m)        |
| Betriebsstelle · Strecke |                                                       | Osong Depot                     | Osong Depot                     |
| Abzweig geradeaus und von halbrechts |                                                       |                                 |                                 |
| Strecke quer · Turmbahnhof geradeaus oben · Strecke quer | 118,2                                                 | Osong, zur Chungbuk Line        | Osong, zur Chungbuk Line        |
| Abzweig geradeaus und nach rechts |                                                       | zur Honam-Schnellfahrstrecke    | zur Honam-Schnellfahrstrecke    |
| Strecke | 145,5/5,8                                             | Ende der SFS, zur Gyeongbu Line | Ende der SFS, zur Gyeongbu Line |
| Abzweig geradeaus und nach links · Abzweig geradeaus und von rechts | 148,7/2,6/(161,6)                                     | Daejeonjochajang-Kreuzung       | Daejeonjochajang-Kreuzung       |
| Kreuzung geradeaus unten · Abzweig geradeaus und nach rechts |                                                       | zur Honam Line                  | zur Honam Line                  |
| Abzweig ehemals geradeaus und nach links · Abzweig geradeaus und von rechts | 150,7/(0,6/163,6)                                     | nördliche Daejeon-Kreuzung      | nördliche Daejeon-Kreuzung      |
| Bahnhof (Strecke außer Betrieb) · Bahnhof | 153,4/(166,3)                                         | Daejeon                         | Daejeon                         |
| Strecke (außer Betrieb) · Strecke | 158,0                                                 | Anfang der SFS                  | Anfang der SFS                  |
| Abzweig ehemals geradeaus und von links · Abzweig geradeaus und nach rechts | (0,0/182,9)                                           | südliche Daejon-Kreuzung        | südliche Daejon-Kreuzung        |
| Strecke |                                                       | zur Gyeongbu Line               | zur Gyeongbu Line               |
| Tunnel | 208,8                                                 | Hwashin 5 Tunnel (6.247 m)      | Hwashin 5 Tunnel (6.247 m)      |
| Tunnel | 218,8                                                 | Hwanghak Tunnel (9.971 m)       | Hwanghak Tunnel (9.971 m)       |
| Bahnhof | 233,1                                                 | Gimcheon (Gumi)                 | Gimcheon (Gumi)                 |
| Strecke |                                                       | zur Gyeongbu Line               | zur Gyeongbu Line               |
| Strecke von links · Kreuzung geradeaus oben · Strecke nach rechts | (3,5)/265,7                                           |                                 |                                 |
| Abzweig geradeaus und von links · Abzweig ehemals geradeaus und nach rechts | (308,2/0,0)                                           | nördliche Daegu-Kreuzung        | nördliche Daegu-Kreuzung        |
| Strecke nach links · Kreuzung geradeaus oben (Strecke geradeaus außer Betrieb) · Strecke von rechts |                                                       | Ende der SFS                    | Ende der SFS                    |
| Bahnhof (Strecke außer Betrieb) · Bahnhof | 286,8/(326,3)                                         | Dongdaegu                       | Dongdaegu                       |
| Abzweig ehemals geradeaus und von links · Abzweig geradeaus und nach rechts | 289,4/(328,9)                                         |                                 |                                 |
| Strecke von links · Kreuzung geradeaus unten · Strecke nach rechts | 294,3                                                 | Anfang der SFS                  | Anfang der SFS                  |
| Abzweig geradeaus und nach links · Kreuzung geradeaus unten |                                                       | zur Daegu Line                  | zur Daegu Line                  |
| Strecke |                                                       | zur Gyeongbu Line               | zur Gyeongbu Line               |
| Abzweig geradeaus und nach links · Abzweig quer und von links |                                                       | zur Donghae Line                | zur Donghae Line                |
| Bahnhof · Bahnhof | 335,8                                                 | Gyeongju                        | Gyeongju                        |
| Strecke |                                                       | zur Donghae Line                | zur Donghae Line                |
| Bahnhof | 365,8                                                 | Ulsan                           | Ulsan                           |
| Tunnel |                                                       | Wonhyo Tunnel (13.270 m)        | Wonhyo Tunnel (13.270 m)        |
| Tunnelanfang |                                                       | Geumjeong Tunnel (20.323 m)     | Geumjeong Tunnel (20.323 m)     |
| Strecke (im Tunnel) |                                                       |                                 |                                 |
| Tunnelende | 416,2                                                 | Ende der SFS                    | Ende der SFS                    |
| Kopfbahnhof Streckenende · Kopfbahnhof Streckenende | (441,7)/417,5/(0,0)                                   | Busan                           | Busan                           |

Die Gyeongbu-Schnellfahrstrecke ist die erste Schnellfahrstrecke in Südkorea. Sie führt von Seoul nach Busan und folgt dabei weitestgehend dem Verlauf der herkömmlichen Bahnstrecke Gyeongbu. KTX-Hochgeschwindigkeitszüge verkehren auf drei Streckenabschnitten: Am 1. April 2004 wurde der erste Abschnitt zwischen einem Knotenpunkt in der Nähe des Bahnhofs Geumcheon-gu Office in Seoul und einem Knotenpunkt am Bahnhof Daejeonjochajang nördlich von Daejeon in Betrieb genommen, der zweite Abschnitt zwischen einem Knotenpunkt am Bahnhof Okcheon südöstlich von Daejeon und einem Knotenpunkt in der Nähe des Bahnhofs Jicheon nördlich von Daegu; am 1. November 2010 wurde der dritte Abschnitt zwischen einem Knotenpunkt westlich von Daegu und Busan in Betrieb genommen.
Die fehlenden Verbindungsstrecken in den Stadtgebieten von Daejeon und Daegu sollen voraussichtlich 2014 fertiggestellt werden, separate Gleise zum Bahnhof Seoul sind in Planung. Die vorläufigen Enden der drei Abschnitte wurden mit der parallel verlaufenden konventionellen Bahnstrecke Gyeongbu verbunden, die nach Fertigstellung der gesamten Strecke als Verbindung dienen werden. Am 1. August 2015 wurden die Bauarbeiten in den Stadtgebieten von Daejeon und Daegu abgeschlossen; alle Abschnitte der Schnellfahrstrecke wurden miteinander verbunden.

## Geschichte

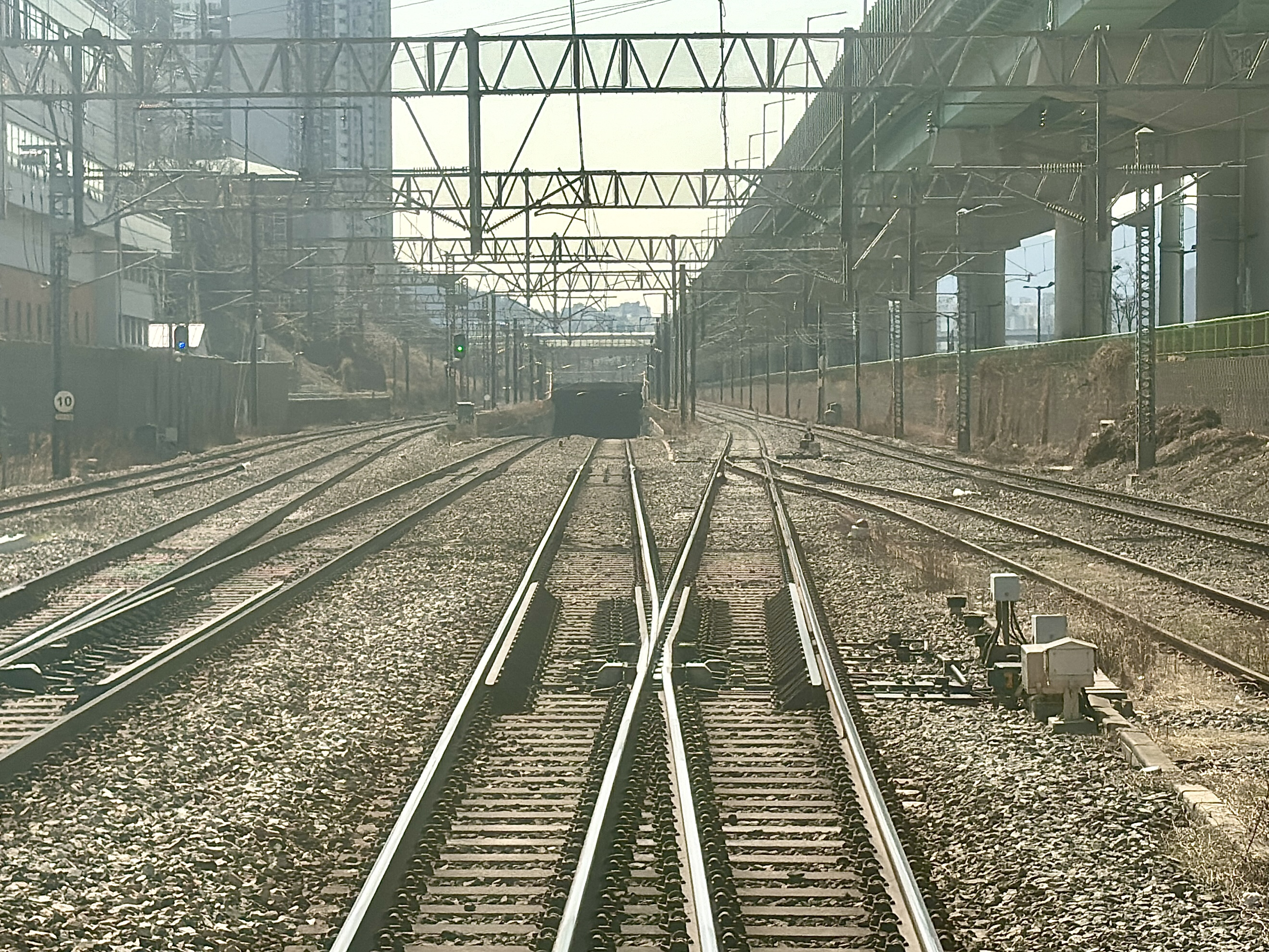
Tatsächlicher Beginn der Gyeongbu-SFS südlich des Geumcheon-gu-Office Bahnhofs (früher Siheung-Bahnhof)

### Anfänge
Die Achse Seoul-Busan ist der wichtigste Verkehrskorridor in Südkorea. 1995 lebten 73,3 % der koreanischen Bevölkerung im Einzugsgebiet, 70 % des Güterverkehrs und 66 % des Personenverkehrs in Südkorea entfielen auf diesen. Da sowohl der Expressway 1 und Korails Gyeongbu Line überlastet waren, sah die Regierung die Notwendigkeit einer weiteren Verbindung.
Die ersten Vorschläge für eine zweite Eisenbahnlinie Seoul-Busan gehen auf eine Studie zurück, die zwischen 1972 und 1974 von Experten der französischen SNCF und des Japan Railway Technical Service im Auftrag der IBRD erstellt wurde. Eine detailliertere Studie des KAIST aus den Jahren 1978–1981, die sich auf die Bedürfnisse des Güterverkehrs konzentrierte, kam ebenfalls zu dem Schluss, dass eine Abtrennung des Personenfernverkehrs auf einer Hochgeschwindigkeits-Personenbahn ratsam wäre, und wurde daher in den nächsten Fünfjahresplan Koreas aufgenommen.
In den folgenden Jahren wurden mehrere Machbarkeitsstudien für eine Schnellfahrstrecke mit einer Fahrzeit von 1 Stunde 30 Minuten zwischen Seoul und Busan erstellt, die positiv ausfielen.  Nach dem Startschuss für das Projekt wurden 1989 die Institutionen für die Vorbereitung des Projekts gegründet: das Gyeongbu High Speed Electric Railway & New International Airport Committee und das High Speed Electric Railway Planning Department (später umbenannt in HSR Project Planning Board). Im Jahr 1990 betrug die vorgesehene Fahrzeit zwischen Seoul und Busan 1 Stunde und 51 Minuten, das Projekt sollte bis August 1998 umgesetzt werden, und die Kosten wurden auf 5.846,2 Milliarden südkoreanische Won in Preisen von 1988 geschätzt, von denen 4,8 Billionen Won für die Schnellfahrstrecke selbst und der Rest für die Züge vorgesehen waren.
1991 wurde eine Ausschreibung für die Lieferung und den Technologietransfer der Kernsystemtechnik durchgeführt, die neben den Zügen auch die Oberleitungen und Zugbeeinflussung der Strecke umfasste. Am 26. August 1991 gaben drei Wettbewerber ein Angebot ab: Konsortien unter der Führung von GEC-Alsthom (heute Alstom, einer der Hersteller der französischen TGVs; Siemens, einer der Hersteller der deutschen ICEs; und Mitsubishi, einer der Hersteller der japanischen  Shinkansen).
Nach Fortschreiten der Planung wurde im März 1992 die Korea High Speed Rail Construction Authority (KHSRCA) als eigenständige Einrichtung mit eigenem Budget gegründet, die für das Projekt verantwortlich ist. Bei der Neubewertung des Projekts im Jahr 1993 wurde die Fertigstellung auf Mai 2002 verschoben, die geschätzten Kosten stiegen auf 10,74 Billionen Won. 82 % des Kostenanstiegs waren auf einen 90%igen Anstieg der Kosten im Bausektor zurückzuführen (hauptsächlich Arbeitskosten, aber auch Materialkosten), der Rest auf Änderungen der Streckenführung (längere Strecke, mehr Bahnhöfe), obwohl einige Stadttunnel wegfielen. Zur Finanzierung des Projekts wurde die Option eines Betreibermodells als zu riskant verworfen. Die Finanzierung umfasste direkte staatliche Zuschüsse (35 %), staatliche (10 %) und ausländische (18 %) Darlehen, den Verkauf inländischer Anleihen (31 %) und privates Kapital (6 %).

### Baubeginn
Die KHSRCA begann am 30. Juni 1992 mit dem Bau der Gyeongbu-Schnellfahrstrecke auf dem 57 km langen Abschnitt zwischen Cheonan und Daejeon, der als Teststrecke vorgesehen war.
Die Bauarbeiten begannen noch vor der Wahl des Technologielieferanten, so dass die Trassierung so ausgelegt wurde, dass sie mit allen Optionen kompatibel war. Die Spezifikationen für den Oberbau umfassten einen Mindestkurvenradius von 7.000 m, eine maximale Steigung von 1,5 %, die später auf 2,5 % erhöht wurde, einen offenen Streckenquerschnitt mit zwei Gleisen, deren Mittellinien 5,0 m auseinander liegen, und einen zweigleisigen Tunnelquerschnitt von 107 Quadratmetern. Von der geplanten 411 km langen Strecke sollen 152,73 km über Brücken und weitere 138,68 km in Tunneln verlaufen.  Die Pläne wurden jedoch wiederholt geändert, insbesondere die Pläne für die städtischen Abschnitte, nachdem es zu Auseinandersetzungen mit den Kommunalverwaltungen gekommen war. Außerdem wurde die geplante Betriebsgeschwindigkeit von 350 km/h auf die maximale Geschwindigkeit der auf dem Markt befindlichen Hochgeschwindigkeitszüge von 300 km/h herabgesetzt, so dass bei Projektvarianten mit einer Streckenlänge von bis zu 430,7 km für die Strecke Seoul-Busan Fahrzeiten von bis zu 2 Stunden und 4 Minuten prognostiziert wurden.
Der Bau litt anfangs unter Qualitätsproblemen. Nach einer unabhängigen Sicherheitsinspektion im Jahr 1996 waren an 190 Stellen Reparaturen und an weiteren 39 Stellen sogar ein teilweiser Neubau erforderlich.
In der Zwischenzeit durchlief die Ausschreibung für den Vertrag über die Kernsystemtechnologie fünf Bewertungsrunden, die französischen und deutschen Konsortien reichten am 15. Juni 1993 ihre endgültigen Angebote ein. Am 20. August 1993 gab KHSRCA bekannt, dass das von GEC-Alsthom geführte Konsortium der bevorzugte Bieter sei, der Vertrag wurde am 14. Juni 1994 unterzeichnet. Das Konsortium bestand aus GEC-Alsthom und seiner koreanischen Tochtergesellschaft Eukorail.
Die Technik ist somit fast identisch mit der auf den französischen LGVs. Zu den streckenbezogenen Konstruktionsspezifikationen gehörten eine Auslegung für 350 km/h, Normalspur, durchgehend geschweißte Schienen mit UIC 60-Profil (60 kg/m), 2,6 m breite Betonschwellen, ein 35 cm hohes Schotterbett, Schwenkweichen für Hochgeschwindigkeitsdurchfahrten, 25 kV/60 Hz-Elektrifizierung, französisches TVM 430, automatische Führerstandsignalisierung und zentrale Zugsteuerung.

### Erste Phase: Seoul–Daegu und verbundene Erweiterungen

KTX Verbindungen im Januar 2021, Gyeongbu SFS in blau

Nach der asiatischen Finanzkrise von 1997 beschloss die Regierung, die Gyeongbu-Schnellfahrstrecke in zwei Phasen zu realisieren. In einer ersten Phase sollten 222,1 km der Schnellfahrstrecke 2004 fertiggestellt werden, wobei die Züge auf der ausgebauten konventionellen Strecke entlang der restlichen geplanten 409,8 km verkehren sollten. Mit dem Rest der nun  412 km langen Gyeongbu-Schnellfahrstrecke (einschließlich der insgesamt 112 km langen Viadukten und 189 km langen Tunneln) wurde eine Fahrzeit von 1 Stunde 56 Minuten veranschlagt.   Das Budget für die erste Phase wurde auf 12.737,7 Mrd. Won festgelegt, das für das gesamte Projekt auf 18.435,8 Mrd. Won in Preisen von 1998. Während der Anteil der staatlichen Beiträge unverändert blieb, änderte sich der Anteil ausländischer Darlehen, inländischer Anleiheverkäufe und privaten Kapitals auf 24 %, 29 % und 2 %.
Rechtzeitig vor der Eröffnung der Gyeongbu SFS für den regulären Betrieb wurde im Dezember 1999 die 34,4 km lange Teststrecke fertiggestellt, um Versuche mit Zügen zu ermöglichen.
Nach weiteren Planungsänderungen wurden die Schnellfahrstrecke auf einer Länge von 223,6 km fertiggestellt, weitere 15 km dienen als Verbindungen zur konventionellen Gyeongbu Linie, einschließlich einer kurzen Unterbrechung in Daejeon. Der Hochgeschwindigkeitsabschnitt selbst umfasst 84 Viadukte mit einer Gesamtlänge von 83 km, darunter das Pungse-Viadukt (6,8 km) und 46 Tunnel mit einer Gesamtlänge von 75,6 km, darunter der 10,3 km lange Iljik Tunnel und der 10 km lange Hwanghak Tunnel. Der Hwanghak-Tunnel wurde nach der Eröffnung der Strecke der längste gebohrte Tunnel Südkoreas.
Das Projektbudget umfasste auch die Elektrifizierung des kurzen Verbindungsabschnitts bei Daejeon und des Abschnitts Daegu-Busan der bestehenden Gyeongbu-Linie sowie der gesamten Honam-Linie von Daejeon nach Mokpo. Die Länge der Strecke Seoul-Busan wurde von 441,7 km auf 408,5 km reduziert.
Die Infrastruktur und die Züge wurden im Rahmen eines Technologietransferabkommens zwischen dem Kernsystemlieferanten Alstom und lokalen Unternehmen gebaut, wobei sich der Anteil von Alstom an dem Projekt auf 2,1 Mrd. USD (1,5 Mrd. €) beläuft.  Weitere ausländische Partner waren die SNCF (Ausbildung und Überwachung der Infrastruktur und des Betriebs), Pandrol und Vossloh (Schienenbefestigung), und Cegelec (Oberleitung).  Die inländischen Partner für die Infrastruktur waren LG Industrial Systems und Samsung (Signaltechnik und Zugsteuerung); ILJIN und LG Cable (Oberleitung). SYSTRA und Bechtel waren auch an der Projektleitung beteiligt.
Nach 12 Jahren Bauzeit wurde die erste Phase der Gyeongbu SFS am 1. April 2004 in Betrieb genommen.

### Zweite Phase: Daegu–Busan
Der Abschnitt Daegu-Busan der Gyeongbu-Schnellfahrstrecke wurde mit der Projektrevision vom Juli 1998 zu einem separaten Projekt mit einem Budget von 5.698,1 Mrd. Won, das aus staatlichen und privaten Quellen im gleichen Verhältnis wie für Phase 1 finanziert werden sollte. Im August 2006 wurde das Projekt geändert, um die Innenstadtpassagen von Daejeon und Daegu sowie zusätzliche Bahnhöfe entlang des Abschnitts der Phase 1 in Osong (zwischen Cheonan und Daejeon) und Gimcheon (zwischen Daejeon und Daegu) einzubeziehen. Infolgedessen wurde das Budget auf 7.190,0 Mrd. Won aufgestockt, und der Anteil der Regierung an der Finanzierung wurde um 5 Prozentpunkte auf 50 % erhöht.
Die Bauarbeiten begannen im Juni 2002. Die 128,1 km neuen Gleise, bestehend aus der 4,0 km langen Daegu-Süd-Verbindung, 122,8 km Hochgeschwindigkeitsgleisen und einem 1,3 km langen Abschnitt für niedrige Geschwindigkeiten mit Anschluss an den Bahnhof von Busan,  folgen einer langen Kurve im Nordosten der bestehenden Gyeongbu-Linie, wobei die neuen Bahnhöfe für Gyeongju und Ulsan weit außerhalb der Stadtzentren gebaut wurden. Die Fahrstrecke Seoul-Busan beträgt nach der zweiten Phase 423,8 km. Die Strecke umfasst 54 Viadukte mit einer Gesamtlänge von 23,4 km und 38 Tunnel mit einer Gesamtlänge von 74,2 km. Die beiden größten Bauwerke sind der 20.323 m lange Geomjeung-Tunnel, der den Berg Geumjeong am Ende der Strecke in Busan unterquert,  und der 13.270 m lange Wonhyo-Tunnel, der den Berg Cheonseong südwestlich von Ulsan unterquert und nach der Eröffnung der Strecke der längste bzw. zweitlängste Tunnel Koreas sein wird.
Die ursprünglichen Pläne sahen eine zweite Eröffnungsphase im Jahr 2008 vor, in der neue Züge mit einer Höchstgeschwindigkeit von 350 km/h die Fahrzeit zwischen Seoul und Busan auf nur 1 Stunde und 56 Minuten verkürzen sollten. Die Bauarbeiten verzögerten sich jedoch, die Züge mit höheren Höchstgeschwindigkeiten waren auch noch nicht verfügbar. Hauptursache für die Verzögerung war ein langwieriger Streit über die Umweltverträglichkeitsprüfung des Wonhyo-Tunnels, der unter einem Feuchtgebiet hindurchführt. Der Streit erlangte durch die wiederholten Hungerstreiks einer buddhistischen Nonne landesweite und internationale Aufmerksamkeit, führte 2005 zu einer Unterbrechung der Arbeiten und endete erst mit einem Urteil des Obersten Gerichtshofs im Juni 2006.
Für die zweite Phase der Gyeongbu SFS wurde das Feste Fahrbahn-System RHEDA 2000 des deutschen Herstellers RAIL.ONE gewählt. Beim Bau kam es jedoch zu Qualitätsproblemen bei Schwellen und Befestigungen.  Im Februar 2009 wurden auf dem 96,9 km langen Abschnitt zwischen Daegu und Ulsan Risse an 332 neu verlegten Betonschwellen festgestellt, deren Ursache eine unsachgemäße Wasserisolierung war.  In der Zwischenzeit stellte sich heraus, dass die für die Schienenbefestigungen ausgewählten Pandrol- und Vossloh-Klammern nur in Innenräumen und nicht unter Realbedingungen getestet und die Pandrol-Klammern zuvor noch nie auf einer anderen Schnellfahrstrecke eingesetzt wurden.
Mit Ausnahme der Abschnitte über Daejeon und Daegu wurde die zweite Phase am 1. November 2010 in Betrieb genommen. Zu diesem Zeitpunkt waren bereits 4.905,7 Mrd. Won aus dem Budget der zweiten Phase ausgegeben worden, insgesamt 17.643,4 Mrd. Won.
Die beiden Abschnitte durch die Stadtgebiete von Daejeon und Daegu mit einer Gesamtlänge von 40,9 km wurden bis 2014 fertiggestellt und verkürzen die Entfernung zwischen Seoul und Busan auf 417,5 km. Im Oktober 2010 wurden die Gesamtkosten der zweiten Phase auf 7.945,4 Mrd. Won geschätzt, die des gesamten Projekts auf 20.728,2 Mrd. Won.

### Andere abzweigende Schnellfahrstrecken
Die Honam SFS zweigt von der Gyeongbu SFS am neu errichteten Bahnhof Osong ab und soll die Honam-KTX-Verbindungen nach Mokpo beschleunigen.
Eine Abzweigung von der Gyeongbu-Schnellfahrstrecke in der Nähe ihres nördlichen Endes nach Suseo-dong, einem südöstlichen Stadtbezirk von Seoul, gehörte zu den ursprünglichen Plänen der Honam-Schnellfahrstrecke. Dieses Suseo-Schnellfahrstrecke genannte Projekt wurde am 30. Dezember 2009 als separates Projekt angekündigt. Die Fertigstellung sollte 2014 erfolgen.
Der Bahnhof Singyeongju auf dem zweiten Abschnitt der Gyeongbu-Schnellfahrstrecke soll eine Verbindung zu dem neuen Abschnitt Ulsan-Gyeongju-Pohang der Donghae-Nambu-Linie herstellen, der 2014 eröffnet werden sollte. Am 23. April 2009 wurde das Projekt von der Regierung genehmigt und der erste Spatenstich vollzogen. Im Januar 2010 wurde die vorzeitige Fertigstellung des Abzweigs Pohang von der Regierung bestätigt.
Am 1. September 2010 veröffentlichte die Regierung einen neuen Strategieplan, der darauf abzielt, die Reisezeit für 95 % der koreanischen Bevölkerung bis 2020 auf unter 2 Stunden zu verkürzen. Zu den längerfristigen Plänen, die in Erwägung gezogen werden, gehört eine Verlängerung der Gyeongbu-Schnellfahrstrecke nach Jinju und weiter zur Südküste.

## Bahnhöfe
Entlang der Gyeongbu SFS wurden sechs neue Bahnhöfe gebaut. Von Seoul nach Busan:
- Bahnhof Gwangmyeong, in den südwestlichen Vororten von Seoul
- Bahnhof Cheonan-Asan (Onyangoncheon), westlich von Cheonan und östlich von Asan
- Bahnhof Osong, in der Nähe von Osong (eröffnet am 1. November 2010)
- Bahnhof Gimcheon (Gumi), östlich von Gimcheon (eröffnet am 1. November 2010)
- Bahnhof Gyeongju, südlich von Gyeongju (eröffnet mit dem Abschnitt Daegu-Busan am 1. November 2010)
- Ulsan Bahnhof, westlich von Ulsan (eröffnet mit dem Abschnitt Daegu-Busan am 1. November 2010)

Nach ihrer Fertigstellung wird die Gyeongbu-Schnellfahrstrecke direkt an vier bestehende Hauptbahnhöfe in Großstädten anschließen, die die KTX-Züge derzeit auf den Gleisen der herkömmlichen Gyeongbu-Linie erreichen:
- Bahnhof Seoul: Pläne für separate Gleise bis Gwangmyeong wurden aufgegeben, als das Projekt 1998 eingestellt wurde
- Bahnhof Daejeon: eigene Gleise durch das Stadtzentrum von Daejeon im Bau (2014)
- Bahnhof Dongdaegu: eigene Gleise durch das Stadtzentrum von Daegu im Bau (2014)
- Bahnhof Busan: Endstation der Strecke seit 1. November 2010

## Betrieb

### Allgemein
Der reguläre Betrieb auf der ersten Phase der Gyeongbu SFS wurde am 1. April 2004 aufgenommen, wobei die KTX-I-Züge eine Höchstgeschwindigkeit von 300 km/h erreichten. Als Reaktion auf häufige Beschwerden von Fahrgästen, dass die Geschwindigkeiten nur knapp unter der angekündigten 300er-Marke blieben, wurde die Höchstgeschwindigkeit am 26. November 2008 auf 305 km/h angehoben. Ab dem 2. März 2010 begannen die KTX-II-Züge (KTX-Sancheon) die Strecke im kommerziellen Betrieb mit derselben Höchstgeschwindigkeit zu nutzen.
Stand 2011 nutzen alle KTX-Züge, die auf dieser Strecke verkehren, auch Abschnitte der angeschlossenen konventionellen Hauptstrecken.
Der erste Zwischenfall auf der Schnellfahrstrecke ereignete sich am 11. Februar 2011, als ein KTX-Sancheon-Zug  von Busan nach Seoul bei einer Geschwindigkeit von rund 90 km/h an einer Weiche im Iljik-Tunnel, 500 m vor dem Bahnhof Gwangmyeong, entgleiste. Es gab keine Todesfälle, nur ein Fahrgast erlitt leichte Verletzungen. Der KTX-Verkehr war bis zur Reparatur 29 Stunden lang ausgesetzt. Vorläufige Untersuchungen ergaben, dass der Unfall auf eine Reihe menschlicher Fehler zurückzuführen war, Arbeiter hatten eine Stelle an den Gleisen unsachgemäß repariert. Die Ermittler kamen zu dem Schluss, dass die Entgleisung durch eine Weichenstörung verursacht wurde, die durch eine lockere Mutter im Gleis ausgelöst wurde und vermuteten, dass ein Mechaniker es versäumt hatte, diese während der Wartungsarbeiten in der vorangegangenen Nacht festzuziehen. Die Detektoren der Weiche meldeten das Problem bereits früher, doch ein zweites Wartungsteam fand die lockere Mutter nicht und teilte dies der Leitstelle nicht ordnungsgemäß mit, die daraufhin den Zug auf das Gleis ließ. Die Eisenbahngewerkschaft kritisierte den Einsatz von angeheuerten Mechanikern durch Korail. Laut der Untersuchung gab es keine Probleme mit dem Zug.
Mit der Eröffnung des Abschnitts Daegu-Busan am 1. November 2010 verkürzte sich die Reisezeit der schnellsten Züge zwischen Seoul und Busan, die die gesamte Gyeongbu SFS nur mit Zwischenhalten in Daejeon und Dongdaegu nutzen, um 22 Minuten auf 2 Stunden und 18 Minuten. Ab dem 1. Dezember 2010 fügte Korail ein Paar Non-Stop-Züge mit einer Reisezeit von 2 Stunden und 8 Minuten hinzu. Mit der Fertigstellung der Abschnitte durch die Städte Daejeon und Daegu wird eine weitere Verbesserung der Reisezeit zwischen Seoul und Busan von vier Stopps auf 2 Stunden und 10 Minuten erwartet.
Die Frequenz auf der Gyeongbu SFS betrug 94 Zugpaare pro Tag, als der Dienst im April 2004 aufgenommen wurde. Dreieinhalb Monate später wurden Verbindungen eingeführt, die nur an einigen Wochentagen verkehren, während die Gesamtfrequenz reduziert wurde. Seitdem wurde die wöchentliche Gesamtzugfrequenz mit jedem Fahrplanwechsel erhöht und schwankt zwischen einem Minimum von 120 Zugpaaren dienstags bis donnerstags und einem Maximum von 154 Zugpaaren an Samstagen im Fahrplan vom 17. Januar 2011.

### Gyeongbu-KTX
KTX-Züge, die nicht vom Seoul-Busan-Korridor abweichen, werden als Gyeongbu-KTX-Service betrieben.  Bei seiner Einführung im Jahr 2004 verkürzte die neue Verbindung die Reisezeit zwischen Seoul und Busan von 4 Stunden und 10 Minuten auf 2 Stunden und 40 Minuten. Die Reisedistanz zwischen Seoul und Busan wurde von 441,7 km auf 408,5 km verkürzt. Die schnellsten Züge hielten nur in Daejeon und Daegu, andere Stationen wurden von Zügen mit anderen Haltestellen bedient. Einige Gyeongbu-KTX-Züge werden auch nach der Eröffnung der zweiten Phase der Gyeongbu-Schnellfahrstrecke am 1. November 2010 weiterhin die ursprüngliche Route bedienen, mit Fahrzeiten zwischen 2 Stunden 55 Minuten und 3 Stunden.
Korail kam der lokalen Nachfrage nach, indem sie im Juni 2007 zusätzliche KTX-Dienste zwischen Seoul und Dongdaegu einführte, die die Gyeongbu SFS zwischen Daejeon und Dongdaegu verließen, um Gimcheon und Gumi auf der konventionellen Strecke zu bedienen.  Diese Dienste wurden mit der Eröffnung des Bahnhofs Gimcheon (Gumi) auf der Schnellfahrstrecke eingestellt. Mit demselben Fahrplanwechsel wurden neue Dienste eingeführt, die die Gyeongbu SFS auf dem Abschnitt Seoul-Daejeon verlassen, um Suwon zu bedienen.

#### Entwicklung der Fahrgastzahlen im Fernverkehr
Auf der Kurzstreckenverbindung zwischen Seoul und Cheonan konnte KTX aufgrund der kurzen Entfernung und der Lage des KTX-Bahnhofs außerhalb der Stadt nur einen sehr kleinen Marktanteil gewinnen, was sich kaum auf den Gesamtanteil des Intercity-Zugverkehrs auswirkte. Die tatsächlichen Zahlen für das erste Jahr betrugen etwa die Hälfte der letzten Schätzung, stiegen aber im zweiten und dritten Jahr deutlich an. Im Oktober 2010, vor der Eröffnung des Abschnitts Daegu-Busan, erwartete Korail einen Anstieg der gesamten KTX-Fahrgastzahlen (einschließlich Honam-KTX) von den damals aktuellen 106.000 auf 135.000 Fahrgäste pro Tag.

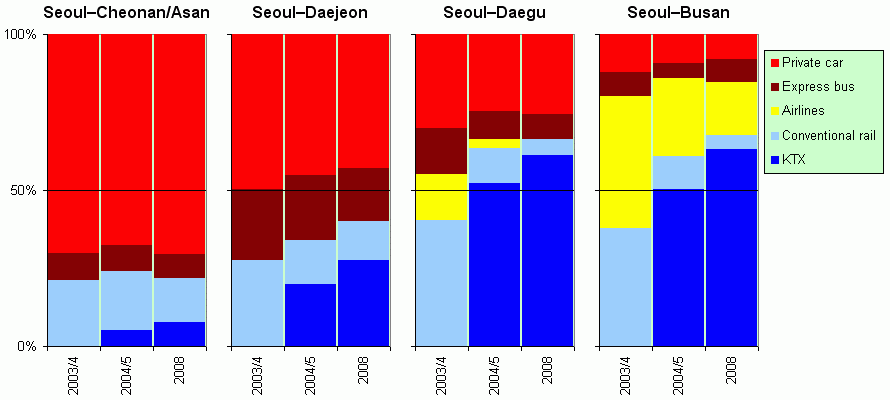
Entwicklung des Anteils der Verkehrsträger auf ausgewählten Strecken des Gyeongbu-KTX

Auf der Kurzstreckenverbindung zwischen Seoul und Cheonan konnte KTX aufgrund der kurzen Entfernung und der Lage des KTX-Bahnhofs außerhalb der Stadt nur einen sehr bescheidenen Marktanteil gewinnen, was sich kaum auf den Gesamtanteil des Intercity-Zugverkehrs auswirkte. Auf der Mittelstreckenverbindung von Seoul nach Daejeon gewann KTX vor allem auf Kosten der normalen Expressdienste auf der Gyeongbu Linie Marktanteile und trug dazu bei, den Gesamtanteil der Bahn auf ein Drittel zu erhöhen. Auf den Fernstreckenverbindungen von Seoul nach Daegu und Busan eroberte KTX sowohl die Mehrheit des Marktes als auch den Großteil der Fahrgäste, wodurch der Gesamtanteil der Bahn bis 2008 von etwa zwei Fünfteln auf zwei Drittel anstieg.

#### Gyeongbu-KTX-Haltestellen
Der Endbahnhof für die meisten Gyeongbu-KTX-Linien ist der Bahnhof Seoul, einige Züge fahren über den Bahnhof Seoul hinaus auf der Gyeongui-Linie 14,9 km weiter und enden am Bahnhof Haengsin;  ein zusätzlicher Halt aufgrund der Nähe des Bahnhofs zur wichtigsten KTX-Wartungseinrichtung, dem Goyang-Depot.
| Bahnhof (Hangeul, Hanja)                                                | Anschlussverbindungen                                                                      | Abstand | Distanz  | Lage                           |
| ----------------------------------------------------------------------- | ------------------------------------------------------------------------------------------ | ------- | -------- | ------------------------------ |
| Haengsin station (행신, 幸信) (wenige Züge)                             | Honam-KTX Gyeongui-Linie                                                                   | -       | −14,9 km | Goyang-si, Gyeonggi-do         |
| Seoul (서울, 서울)                                                      | Gyeongbu Linie Gyeongui-Linie Gyeongin Linie Seoul Subway Line 1 Seoul Subway Linie 4 AREX | 14,9 km | 0,0 km   | Jung-gu, Seoul-teukbyeolsi     |
| Gwangmyeong (광명, 光明)                                                | Honam-KTX Gwangmyeong Linie (Seoul Subway Linie 1)                                         | 22,0 km | 22,0 km  | Gwangmyeong-si, Gyeonggi-do    |
| Cheonan-Asan (천안아산, 天安牙山)                                       | Honam-KTX Janghang Linie                                                                   | 74,0 km | 96,0 km  | Asan-si, Chungcheongnam-do     |
| Osong (오송, 五松)                                                      | Honam-KTX Chungbuk Linie                                                                   | 28,6 km | 124,6 km | Cheongju-si, Chungcheongbuk-do |
| Daejeon (대전, 大田)                                                    | Gyeongbu Line Daejeon Linie Daejeon Subway Linie 1                                         | 35,2 km | 159,8 km | Dong-gu, Daejeon-gwangyeoksi   |
| Gimcheon (Gumi) (김천(구미), 金泉(龜尾))                                | -                                                                                          | 73,8 km | 233,6 km | Gimcheon-si, Gyeongsangbuk-do  |
| Dongdaegu (동대구, 東大邱)                                              | Gyeongbu Linie Daegu Linie Daegu Subway Linie 1                                            | 53,1 km | 286,7 km | Dong-gu, Daegu-gwangyeoksi     |
| Gyeongju (경주, 慶州)                                                   | -                                                                                          | 49,0 km | 335,7 km | Gyeongju-si, Gyeongsangbuk-do  |
| Ulsan (울산, 蔚山)                                                      | -                                                                                          | 30,0 km | 365,7 km | Ulju-gun, Ulsan-gwangyeoksi    |
| Busan (부산, 釜山)                                                      | Gyeongbu Linie Busan Subway Linie 1                                                        | 51,7 km | 417,4 km | Dong-gu, Busan-gwangyeoksi     |
| Verbindungen auf der herkömmlichen Gyeongbu-Linie über Dongdaegu hinaus |                                                                                            |         |          |                                |
| Gyeongsan (경산, 慶山)                                                  | Gyeongbu Linie                                                                             | 12,3 km | 299,0 km | Gyeongsan-si, Gyeongsangbuk-do |
| Miryang (밀양, 密陽)                                                    | Gyeongbu Linie                                                                             | 43,0 km | 342,0 km | Miryang-si, Gyeongsangnam-do   |
| Gupo (구포, 龜浦)                                                       | Gyeongbu Linie Busan Subway Line 3                                                         | 43,6 km | 385,6 km | Buk-gu, Busan-gwangyeoksi      |
| Busan (부산, 釜山)                                                      | Gyeongbu Linie Busan Subway Linie 1                                                        | 16,5 km | 402,1 km | Dong-gu, Busan-gwangyeoksi     |

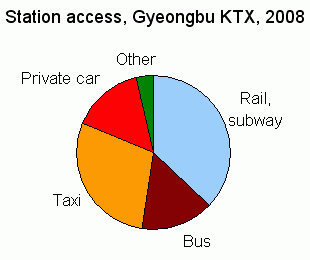

Fahrgastbefragungen in den ersten Monaten ergaben, dass die begrenzte Kapazität der Busverbindungen und das Fehlen von U-Bahn-Anschlüssen für Zwischenstationen, insbesondere für die neu gebauten Stationen Gwangmyeong und Cheonan-Asan, das am häufigsten genannte Problem war. Eine bessere Verbindung zum Bahnhof Cheonan-Asan wurde durch eine Verlängerung der Seouler U-Bahn-Linie 1 entlang der Janghang-Linie geschaffen, die am 14. Dezember 2008 eröffnet wurde. Der Bahnhof Gwangmyeong wurde am 15. Dezember 2006 durch einen Shuttle-Service an dieselbe U-Bahn-Linie angebunden, der jedoch aufgrund der langjährigen Unterschiede zwischen den Fahrplänen von KTX und der U-Bahn nur wenig Wirkung zeigte.

### Super Rapid Train

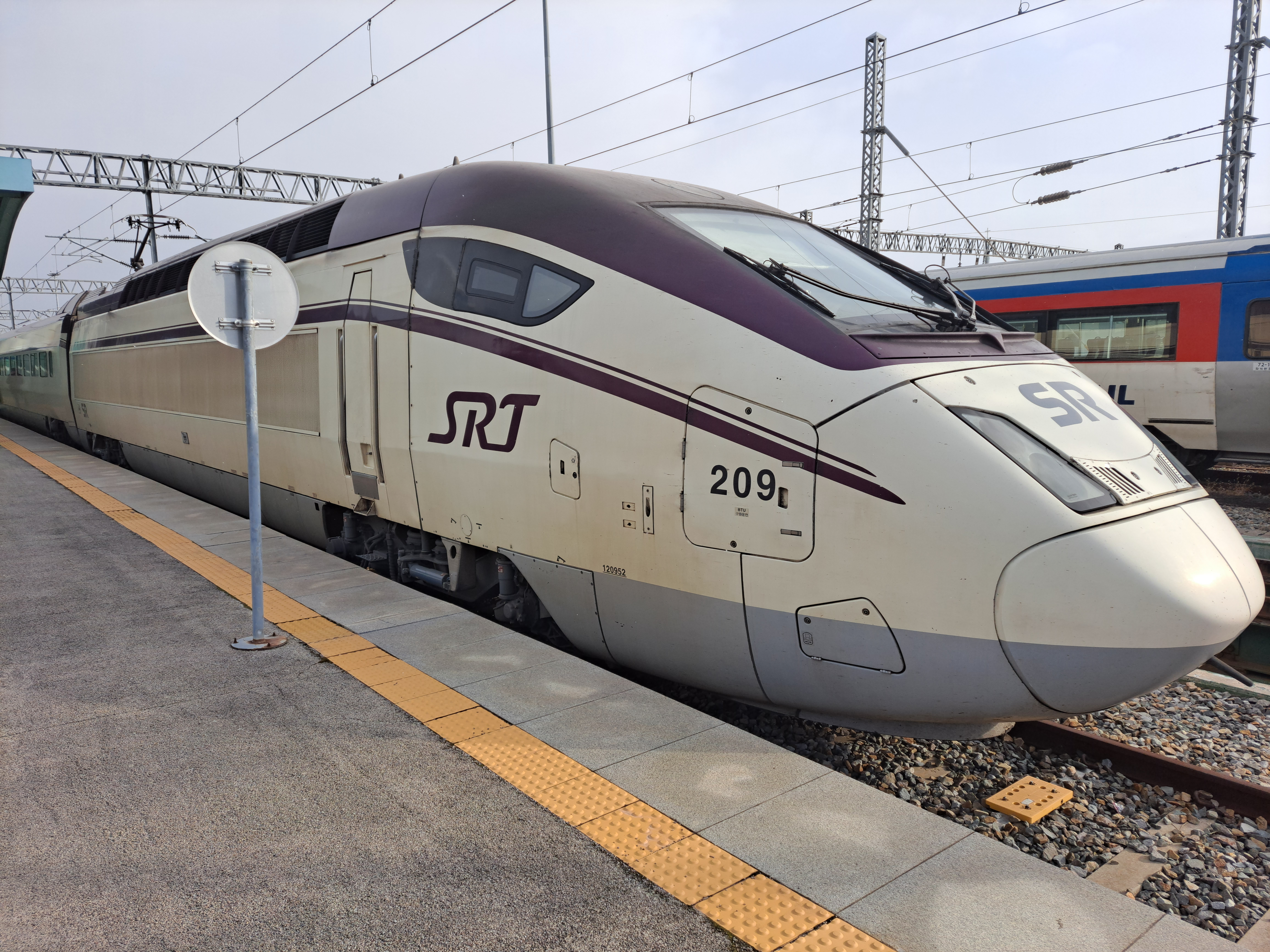
SRT Class 120000, ursprünglich Teil des KTX

Der 2016 eingeführte Super Rapid Train (SRT) bedient hauptsächlich die Verbindung Seoul-Busan und verkehrt dabei 40 mal am Tag über die Gyeongbu-Schnellfahrstrecke. Die Züge beginnen erst im Süden Seouls im Bahnhof Suseo.

### Andere Verbindungen
Die Züge, die nur die Gyeongbu SFS von Seoul nach Daejeon nutzen und auf der gesamten Honam-Linie weiterfahren, werden als Honam-KTX betrieben. Bei ihrer Einführung im Jahr 2004 verkürzte die neue Verbindung die Fahrzeit zwischen Yongsan in Seoul und Mokpo von 4 Stunden 42 Minuten auf 2 Stunden 58 Minuten. Ab April 2011 nutzt die neue Jeolla-KTX-Linie denselben Abschnitt der Gyeongbu SFS, um Yeosu entlang der Honam- und Jeolla-Linie zu erreichen, wodurch sich die Fahrzeit zwischen Seoul und Yeosu von derzeit 5 Stunden und 13 Minuten auf 2 Stunden und 55 Minuten verkürzt. Nach der Fertigstellung der ersten Etappe der Honam SFS und der Suseo SFS werden die meisten Honam- und Jeolla-KTX-Linien die Gyeongbu SFS nur noch zwischen dem Knotenpunkt bei Pyeongtaek und Osong befahren.
Der Verkehr, der die Gyeongbu-Schnellfahrstrecke zwischen Seoul und Dongdaegu nutzt und auf die Gyeongbu-Linie umsteigt, um die Gyeongjeon-Linie zu erreichen, wird als Gyeongjeon-KTX-Dienst betrieben, der am 15. Dezember 2010 aufgenommen wurde und zunächst Masan mit einer Mindestfahrzeit von 2 Stunden und 54 Minuten erreicht. Dieser Dienst soll bis 2012 nach Jinju verlängert werden.
Ab 2012 plant Korail, einige KTX-Dienste auf der AREX-Linie zum internationalen Flughafen Incheon zu verlängern. Die geplante Fahrzeit zwischen dem Flughafen Incheon und Busan beträgt 2 Stunden 41 Minuten.
Ab 2015 soll eine KTX-Verbindung zwischen Seoul und Pohang, die am Bahnhof Singyeongju von der Gyeongbu SFS auf die Donghae-Linie umsteigt, die Fahrzeit um 33 Minuten auf 1 Stunde 50 Minuten verkürzen.

### Probefahrten
Der Abschnitt von Cheonan nach Daejeon, mit dem Depot Osong als Betriebsbasis, wurde für die Inbetriebnahme der KTX-I-Züge vor der Aufnahme des regulären Betriebs genutzt. Nach der Aufnahme des regulären Betriebs wurden die Testfahrten in die Nachtstunden verlegt, in denen keine regulären Züge fuhren. Am 16. Dezember 2004 um 1:24 Uhr erreichte der Versuchszug HSR-350x auf der Strecke den südkoreanischen Geschwindigkeitsrekord von 352,4 km/h.

## Abzweigungen
Die Gyeongbu-Schnellfahrstrecke hat 8 Abzweigungen, von denen sich sieben in Betrieb und eine im Bau befinden.
| Liniennummer | Name (Hangeul) | Name (Deutsch)                                  |
| ------------ | -------------- | ----------------------------------------------- |
| 10101        | 시흥연결선     | Siheung Verbindungsstrecke                      |
| 10102        | 대전남연결선   | südliche Daejeon Verbindungsstrecke             |
| 10103        | 대구북연결선   | nördliche Daegu Verbindungsstrecke              |
| 10104        | 광명주박기지선 | Gwangmyeong Nachtdepotstrecke                   |
| 10105        | 오송정비기지선 | Osong Werkstattstrecke                          |
| 10106        | 영동정비기지선 | Yeongdong Werkstattstrecke                      |
| 10107        | 건천연결선     | Geoncheon Verbindungsstrecke                    |
| 10108        | 화성고속연결선 | Hwaseong Hochgeschwindigkeitsverbindungsstrecke |